# Britt-Marie Gauffin-Montgomery
Britt-Marie Elin Jenny Gauffin-Montgomery, född 3 augusti 1919 i Sorunda socken, död 20 mars 1999 i Skövde, var en svensk grafiker.
Gauffin-Montgomery var dotter till överintendenten Axel Gauffin och Britta Groth och från 1947 gift med löjtnanten Carl Hampus Montgomery (1918–2007) i adelsätten Montgomery. Hon studerade vid Edvin Ollers målarskola 1937, samt periodvis vid Otte Skölds målarskola 1938–1942 och Konstakademiens etsningsskola 1938–1945 samt vid Skolan för bok- och reklamkonst 1942–1944.
Hon medverkade i ett stort antal samlingsutställningar i Stockholm och landsorten, separat ställde hon bland annat ut i SDS-hallen i Malmö och Killbergs konstsalong i Helsingborg. Hennes konst består företrädesvis av landskap och interiörer i torrnål, etsningar, akvatint, litografi och trägravyr. Som stafflimålare utförde hon landskapsmotiv i olja och som illustratör illustrerade hon bland annat Hjalmar Gullbergs 100 dikter med trägravyrer 1941.
Gauffin-Montgomery tilldelades Skövde kommuns honorärstipendium 1992 för livslångt intresse, kärlek till främjande av svensk bildkonst. Hon är representerad vid prins Eugens Waldemarsudde och Jämtlands läns museum.